# Сусанна Баварская
Суса́нна Бава́рская (нем. Susanna von Bayern; 2 апреля 1502, Мюнхен, Герцогство Бавария — 23 апреля 1543, Нойбург-на-Дунае, Пфальцграфство Нойбург) — принцесса из дома Виттельсбахов, дочь Альбрехта IV Мудрого, герцога Баварии. Первым браком жена маркграфа и князя Казимира; в замужестве — маркграфиня Бранденбурга и княгиня Кульмбаха. Вторым браком жена пфальцграфа и герцога Отто Генриха; в замужестве — пфальцграфиня и герцогиня Нейбурга.
Во времена Реформации продолжила исповедовать католичество, даже тогда, когда во втором браке супруг перешёл в лютеранство. По её заказу в 1520 году был выполнен «Немецкий молитвенник маркграфини Бранденбурга» с миниатюрами Нарцисса Реннера, который ныне хранится в Земельной библиотеке Бадена.

## Происхождение
Родилась в Мюнхене 2 апреля 1502 года. Она была последним восьмым ребёнком и младшей дочерью герцога Баварии Альбрехта IV Мудрого и Кунигунды Австрийской, эрцгерцогини из имперской ветви дома Габсбургов. По отцовской линии приходилась внучкой герцогу Баварии из мюнхенской ветви дома Виттельсбахов Альбрехту III Благочестивому и Анне Брауншвейг-Грубенгагенской, принцессе из дома Вельфов. По материнской линии была внучкой императора Священной Римской империи Фридриха III и Элеоноры Елены Португальской, инфанты из Ависского дома. Родители назвали её именем дочери, умершей вскоре после рождения за два года до рождения Сусанны.
Со второй половины XV века во Франконии обострилось соперничество между домами Виттельсбахов и Гогенцоллернов, что не мешало представителям этих домов заключать взаимовыгодные союзы. Весной 1503 года герцог Альбрехт III начал переговоры с маркграфом Бранденбург-Ансбаха Фридрихом I о браке двухлетней дочери Сусанны с наследником последнего. Через этот матримониальный проект герцог Баварии рассчитывал на военную поддержку со стороны Гогенцоллернов в предстоявшей войне за ландсхутское наследство. Брачный контракт был подписан сторонами 30 декабря 1503 года в Ульме. По условиям договора герцог Баварии обязался содержать дочь до шестнадцати лет в городе Вайсенбург. Приданное Сусанны в размере тридцати двух тысяч флоринов должно было быть передано отцом невесты или его наследником за четыре месяца до свадьбы на хранение городскому совету Нёрдлингена. Взамен Сусанна отказывалась от родительского наследства. Жених обязался в утренний дар передать будущей супруге десять тысяч флоринов. Вдовий удел в контракте не был определён, но было указано, что в случае повторного брака он должен быть возвращён Бранденбургу. Также было оговорено, что дети от первого брака останутся единственными наследниками имущества Сусанны. В случае бездетности брака две трети имущества будущей маркграфини после её смерти должно было отойти Баварии и треть Бранденбургу. В 1504 году дядя невесты, император Максимилиан, одобрил помолвку племянницы с маркграфом Казимиром.
Некоторое время до свадьбы Сусанна жила у старшей сестры, герцогини Вюртемберга Сабины, при дворе в Урахе. Последняя, во время бегства от мужа, оставила младшую сестру с детьми у вдовствующей герцогини Вюртемберга при дворе в Нюртингене. Общение между сёстрами прекратилось после того, как Сусанна рассказала матери о плохом отношении Сабины к мужу, после чего Кунигунда перестала конфликтовать с зятем и попросила у него прощения за поведение дочери.

## Первый брак
Во время рейхстага в Аугсбурге, 25 августа 1518 года, Сусанна Баварская сочеталась браком с маркграфом Бранденбурга и князем Кульмбаха Казимиром (27 сентября 1481 — 21 сентября 1527). Свадебные торжества длились несколько дней, начавшись в августе в Аугсбурге и закончившись в сентябре в Ансбахе. В феврале 1519 года был определён виттум маркграфини, и Сусанна отказалась от родительского наследства, однако приданное было дано за ней не сразу из-за финансовых трудностей у баварского герцога. Отношения между супругами носили доверительный характер. В браке Сусанны и Казимира родились пятеро детей — два сына и три дочери:
- Мария (14 октября 1519 — 31 октября 1567), 21 октября 1537 года в Крайльсхайме сочеталась браком с Фридрихом III Благочестивым (14 февраля 1515 — 26 октября 1576), наследным пфальцграфом и герцогом Зиммерна[нем.], в 1559 году ставшим курфюрстом Пфальца;
- Катарина (16 декабря 1520 — 15 марта 1521), умерла в младенческом возрасте;
- Альбрехт (28 марта 1522 — 8 января 1557), с 1527 года маркграф Бранденбурга в Байройте под именем Альбрехта II Воинственного, с 1541 года маркграф Бранденбург-Кульмбаха, в 1554 году был лишён всех владений и изгнан из Священной Римской империи, в браке не состоял, потомства не оставил;
- Кунигунда[нем.] (17 июня 1524 — 27 февраля 1558), 10 марта 1551 года в Нойштадт-ан-дер-Айше сочеталась браком с Карлом II (24 июля 1529 — 23 марта 1577), маркграфом Бадена и Хохберга, в 1553 году ставшим маркграфом Баден-Дурлаха;
- Фридрих (род.и ум. 1525), умер вскоре после рождения.

Сусанна Баварская овдовела 21 сентября 1527 года. После смерти супруга между вдовствующей маркграфиней и деверем возник спор об опеке над несовершеннолетним маркграфом Альбрехтом. Сусанна хотела исполнить волю покойного мужа, который завещал передать опеку над своим наследником королю Германии. Однако исповедовавший лютеранство Георг не желал видеть опекуном своего племянника Фердинанда, исповедовавшего католичество. Также между ним и вдовой брата возникли разногласия по поводу виттума. Сусанна была недовольна тем, что во вдовий удел деверь выделил ей ветхий замок Нойштедт. 2 сентября 1528 года в Нюрнберге при посредничестве короля Германии стороны заключили соглашение, по которому опека над детьми оставалась за маркграфом Георгом. Дети могли жить с матерью во вдовьем уделе, но вдовствующей маркграфине запрещались матримониальные переговоры с их участием. Договориться о виттуме сторонам удалось только после второго брака Сусанны.

## Второй брак
Скорейшему замужеству двадцатипятилетней вдовы со сварливым характером содействовал деверь, маркграф Бранденбурга и князь Ансбаха Георг. Весной 1528 года последний начал переговоры о свадьбе Сусанны, в которых также участвовали братья вдовствующей маркграфини, герцоги Вильгельм и Людвиг. Брачное соглашение с кандидатом во вторые мужья было подписано в мае 1529 года на рейхстаге в Шпайере. Вероятно столь длительные матримониальные переговоры были вызваны недостаточно стабильным материальным положением жениха. Брачный контракт стороны подписали 14 июля 1529 года.
В Нойбурге 18 октября 1529 года Сусанна Баварская сочеталась вторым браком с Отто Генрихом (10 апреля 1502 — 12 февраля 1559), пфальцграфом и герцогом Нейбурга. Оба были знакомы уже более десяти лет, с того времени, когда Отто Генрих служил пажом у императора и сопровождал Сусанну к её первому мужу. Свадебные торжества носили скоромный характер из-за осады Вены турками. На церемонии бракосочетания в Нойбурге присутствовали, главным образом, родственники. Приданное невесты составило тридцать две тысячи гульденов и столько же в качестве виттума и утреннего дара в размере десяти тысяч гульденов от первого мужа. Во вдовий удел в брачном контракте Сусанне был выделен город Хильпольтштайн и ежегодный пансион в размере восемьсот гульденов. В случае бездетности брака приданное невесты возвращалось Баварии, а жениху выплачивалась компенсация в размере тысячи шестьсот гульденов в год. Дети от первого брака Сусанны остались на попечении брата покойного мужа.
Матримониальный союз Сусанны и Отто Генриха был заключён с целью сохранения политического равновесия, достигнутого после войны за ландсхутское наследство между мюнхенской и нейбургской ветвями дома Виттельсбахов. К тому же жениху могло приглянуться большое приданное, которое давали за невестой. Тем не менее между супругами существовала взаимная симпатия. Они часто вместе охотились и танцевали. Любовь пфальцграфа и герцога к жене нашла отражение в архитектурном убранстве охотничьего замка в Грюнау.
Второй брак Сусанны оказался бездетным; у пфальцграфини и герцогини случилось несколько выкидышей. Чтобы зачать и родить ребёнка, супруги совершали паломничества и купались в святых источниках. Так, осенью 1531 года они совершили паломничество в Альтёттинг. Не помогло им и обращение к астрологии. Со временем отношения между супругами похолодели. Когда в 1542 году пфальцграф и герцог перешёл в лютеранство, она продолжила исповедать католичество. Сусанна Баварская умерла 23 апреля 1543 года в Нойбурге. Спустя неделю, согласно воле покойной, её погребли во Фрауэнкирхе в Мюнхене.

## В культуре
Сохранились несколько прижизненных портретов Сусанны Баварской, относящихся ко времени её второго брака. Портрет 1535 года кисти Петера Гертнера хранится в собраниях музея замка Берхтесгаден. Другой портрет 1535 года кисти Бартеля Бехама входит в Баварские государственные собрания картин в Мюнхене. Портрет кисти того же художника, датируемый 1533 годом, находится в Государственной галерее в Нойбурге-на-Дунае. Особую ценность представляет «Немецкий молитвенник маркграфини Бранденбурга» с миниатюрами Нарцисса Реннера, выполненный по заказу Сусанны Баварской в 1520 году; ныне манускрипт хранится в Земельной библиотеке Бадена.